# The Hollywood Reporter
The Hollywood Reporter je americký časopis sídlící v Los Angeles. Založen byl v září roku 1930 podnikatelem Williamem Wilkersonem. Po jeho smrti v roce 1962 se role vydavatele chopila jeho manželka Tichi Wilkerson Kassel. Ta jej v roce 1988 prodala společnosti BPI. Primárním zaměřením magazínu je oblast filmu a zábavního průmyslu, ale věnuje se i dalším tématům, jako je například móda, technika a politika. Na titulní straně časopisu se nachází fotografie různých osobností; patří mezi ně například George Clooney, Leonardo DiCaprio či Angelina Jolie.